# Phragmatobia samonicolor
Phragmatobia samonicolor là một loài bướm đêm thuộc phân họ Arctiinae, họ Erebidae.